# London, Ohio
London là một thành phố thuộc quận Madison, tiểu bang Ohio, Hoa Kỳ. Năm 2010, dân số của thành phố này là 9904 người.

## Dân số
- Dân số năm 2000: 8771 người.
- Dân số năm 2010: 9904 người.